# Hieracium glandulatum
Hieracium glandulatum es una especie de planta con flor del género Hieracium, de la familia Asteraceae, orden Asterales.

## Distribución
Hieracium glandulatum se distribuye por Noruega.

## Taxonomía
Fue descrita científicamente por Elfstr.
Tratamiento taxonómico
La especie aparece registrada y publicada en Bih. Kongl. Svenska Vetensk.-Akad. Handl.